# Ian Robertson Hamilton
Pour les articles homonymes, voir Ian Hamilton et Hamilton.
Ian Robertson Hamilton, né le 13 septembre 1925 à Paisley et mort le 3 octobre 2022, est un juriste et essayiste écossais.

## Biographie
Ian Robertson Hamilton est le fils de John, un tailleur, et de Martha. Il est mécanicien dans la Royal Air Force puis étudie le droit à l'université de Glasgow à partir de 1948,. Il rejoint alors le groupe nationaliste Scottish Covenant Association.
C'est comme militant nationaliste écossais que Ian Robertson Hamilton est le plus connu, ayant dérobé en 1950 la pierre de Scone de l'Abbaye de Westminster où elle était enchâssée au-dessous du trône du couronnement royal puis l'ayant rapatriée en Écosse, aventure qu'il raconte dans un livre et qui est portée à l'écran.
Après cette aventure, il complète ses études et devient avocat et un membre actif dans les milieux nationalistes écossais. Dans les années 1960, il est prosécuteur, puis shérif de Glasgow quelque temps dans les années 1980.
Il rejoint le Parti national écossais en 1992. En 1994, il est élu recteur de l'université d'Aberdeen.

## Vie privée
Il est marié à Sheila Fenwick, avec qui il a trois enfants, puis à Jeanette Stewart, avec qui il a un fils.

## Œuvres
- A Touch of Treason, 1990
- A Touch More Treason, 1994
- The Taking of the Stone of Destiny

## Au cinéma
Son livre The Taking of the Stone of Destiny fut porté à l'écran en 2008 avec le film Stone of Destiny.